# یوسیپ بالاتیناتس
یوسیپ بالاتیناتس (کرواتی: Josip Balatinac؛ زادهٔ ۷ مارس ۱۹۷۹) بازیکن فوتبال اهل کرواسی بود.
از باشگاه‌هایی که در آن بازی کرده‌است می‌توان به باشگاه فوتبال اوسیک، باشگاه فوتبال هایدوک اسپلیت، باشگاه فوتبال پاشینگ، و باشگاه فوتبال خرواتسکی دراگوولیاتس اشاره کرد.
وی همچنین در تیم‌های ملی فوتبال زیر ۲۱ سال کرواسی و کرواسی بازی کرده‌است.